# アムステルダムの防塞線
アムステルダムの防塞線（アムステルダムのぼうさいせん）は、オランダにある世界遺産「オランダの水利防塞線群」の一部。42の要塞が配置された全長135キロに及ぶ堤防で、各要塞はアムステルダム中心部から10 - 15kmに位置しており、戦時には防衛の為に低地部が容易に冠水するように設計されていた。冠水時の水深は30cm程度で、ボートが使えないように配慮されていた。また、防塞線の1km以内の建造物は、可燃性や可動性を考慮されて木製だった。
アムステルダムの防塞線は1880年から1914年に建造された。しかし、完成するや、飛行機と戦車の実戦投入が始まり、要塞は意味を成さなくなった。要塞の多くは、現在、市議会の管理下にあるが、観光は可能である。史跡記念日（9月第2土曜日）は入場無料なので、観光に適している。
1996年の登録時は、「アムステルダムの防塞線」単独での登録だったが、2021年に拡大されたことを踏まえて、登録名も変更された。

## 機能
アムステルダムの防塞線は、まず何よりも防衛的な「ウォーター・ライン」(waterlinie) であった。敵の攻撃の際には、最後の本丸といえたアムステルダム周辺の大通りが水没し、敵の前進を妨げるのである。
要塞は水没する通りを横切る道路、線路、堤防上に建造された。そういう場所は水没を免れるので、結果として敵の邀撃が可能になると考えられていたのだ。

## 建造
防塞線建造のための法律は、1874年に成立した。建造の準備を進める中で、近代兵器の技術進歩の結果、様式が既に時代遅れとなっていることが明らかになった。ブリザンス・グレネードの発明によって、要塞の建材を石からコンクリートへと転換する必要が生じたのである。しかし、当時のオランダにはコンクリート建築の十分なノウハウが蓄積されていなかったため、当時手に入りうる最重の砲弾を使ってコンクリート建造物を砲撃する大規模な実験が挙行された。要塞を建造する際に、地盤が砂状だった場所については、建設に先だって十分な地盤固めをする必要が生じ、更なる遅滞を招いた。やっと起工できたのは、法案成立から20年以上を経た1897年のことであった。

## 運営
アムステルダムの防塞線は実戦で使われることがないまま、第一次世界大戦での航空機の投入によって、時代遅れのものとなってしまった。しかしそれでも、1963年までは、実戦での使用が可能なように手入れがなされていたのである。
すでに防塞線の機能を損ねるような道路の建造などが行われたこともあり、将来にわたってこの防塞線が機能することはなくなってしまった。

## 防塞線の42の要塞

### 北部前線
- Fort bij Edam
- Fort bij Kwadijk
- Fort benoorden Purmerend
- Fort aan de Nekkerweg
- Fort aan de Middenweg
- Fort aan de Jisperweg
- Fort bij Spijkerboor

### 北西部前線
- Fort bij Markenbinnen
- Fort bij Krommeniedijk
- Fort aan den Ham
- Fort bij Veldhuis
- Fort aan de St. Aagtendijk
- Fort Zuidwijkermeer
- Fort bij Velsen
- Fort bij IJmuiden

### 西部前線
- Fort Benoorden Spaarndam
- Fort Bezuiden Spaarndam
- Fort bij Penningsveer
- Fort bij de Liebrug
- Fort aan de Liede

### 南西部前線
- Fort bij Vijfhuizen
- Fort bij Hoofddorp
- Fort bij Aalsmeer

### 南部前線
- Fort bij Kudelstaart
- Fort de Kwakel
- Fort aan de Drecht
- Fort bij Uithoorn
- Fort bij Waver-Amstel
- Fort in de Botshol
- Fort aan de Winkel

### 南東部前線
- Fort bij Abcoude
- Fort bij Nigtevecht
- Fort bij Hinderdam
- Fort Uitermeer
- Vesting Weesp

### Zuiderzeefront
- Fort Pampus
- Diemerdam
- "Werk aan het IJ voor Durgerdam" (Vuurtoreneiland)

## 世界遺産
1996年にユネスコの世界遺産に登録された。登録カテゴリーは「建造物群」だが、「線形の文化的景観」ともいいうる、と評価されている。

### 登録基準
この世界遺産は世界遺産登録基準のうち、以下の条件を満たし、登録された（以下の基準は世界遺産センター公表の登録基準からの翻訳、引用である）。
- (2) ある期間を通じてまたはある文化圏において、建築、技術、記念碑的芸術、都市計画、景観デザインの発展に関し、人類の価値の重要な交流を示すもの。
- (4) 人類の歴史上重要な時代を例証する建築様式、建築物群、技術の集積または景観の優れた例。
- (5) ある文化（または複数の文化）を代表する伝統的集落、あるいは陸上ないし海上利用の際立った例。もしくは特に不可逆的な変化の中で存続が危ぶまれている人と環境の関わりあいの際立った例。